# Presseur

A: Papier, B: Farbe, C: Druckform; 1: Farbbehälter, 2: Tiefdruckzylinder, 3: Rakel, 4: Presseur (Gegendruckzylinder), 5: Papier

Mit Presseur wird in der Drucktechnik der Gegendruckzylinder in Rollen-Tiefdruckmaschinen bezeichnet. Bei den meisten Druckverfahren, wie beim Offset-, Flexo- oder Tiefdruck wirkt vom Druckzylinder eine derartige Kraft auf den Bedruckstoff ein, dass er beschädigt oder zumindest ungewollt verformt werden könnte. Um dieses Problem zu lösen, wird der Presseur als Gegendruckzylinder eingesetzt. Außerdem ermöglicht er es dem Papier, die Druckfarbe aus den Näpfchen des Druckformzylinders herauszusaugen, indem er den Bedruckstoff an den Druckzylinder presst. Der Presseur sorgt darüber hinaus für den Transport der Papierbahn durch das Druckwerk.
Der Presseur besteht in der Regel aus einem harten, mit einer Gummischicht überzogenen Stoff wie Holz oder Metall. Die jeweilige Härte des Bezugs bestimmt die Kontaktfläche, die sogenannten Druckstreifen, zwischen dem Druckformzylinder und dem Bedruckstoff.
Da eine entsprechende Kraft auf die zur Achse stehenden Schenkel des Presseurs aufgebracht werden muss, kann es vor allem bei breiteren Maschinen zum Durchbiegen des Presseurs und des Druckzylinders kommen und führt zu Unregelmäßigkeiten im Druckbild. Mit speziellen Presseursystemen lassen sich derartige Fehler vermeiden. Presseursysteme mit Durchbiegungskorrektur werden vor allem bei Maschinen mit einer Bahnbreite von mehr als 2.000 mm eingesetzt. Diese Korrektur verhindert das Durchbiegen von Presseur und Druckformzylinder.

## Presseur-Arten
Es gibt unterschiedliche Arten von Presseuren:
Der flexible Presseur hat einen flexiblen Mantel und passt sich den Konturen des Druckformzylinders an. Beim K-Presseur wird die Kraft über die im mittleren Drittel der angeordneten Lagerungen auf den rotierenden Mantel des Presseurs geleitet. Das K steht hier für Kompensation. Beim K2-Presseur wird auf der Antriebs- und Bedienungsseite des Presseurs an zwei Stellen, der Achse und dem Mantel, ein hydraulischer Druck ausgeübt, um das Durchbiegen zu verhindern. Beim S-Presseur wird durch mehrere Kanäle im stillstehenden Kern Öl unter den rotierenden Presseur in Richtung des Druckformzylinders gepumpt. Der Nipco-Print-Presseur besteht aus einem hochelastischen, rotierenden Presseurmantel. Dieser wird über einen Hydraulikkolben gegen den Druckzylinder gepresst.
Eine elektrostatische Druckunterstützung wird durch eine oberhalb oder seitlich des Presseurs angebrachte Elektrode erreicht. Die entgegengesetzte statische Ladung verbessert die Farbübertragung aus den Näpfchen beim Tiefdruck und verhindert die sogenannten Missing Dots.